# De goksmurfen
De goksmurfen is het 24ste stripalbum uit de reeks De Smurfen. Het album werd voor het eerst uitgegeven in 2005 door Le Lombard. Sinds 2008 wordt het album met een licht gewijzigde cover en herziene belettering uitgegeven bij Standaard Uitgeverij.

## Het verhaal
Enkele Smurfen zien bij de mensen hoe die gokken. Ze nemen het concept over in hun eigen dorp en verwedden al hun hebben en houden. Grote Smurf ziet dat het uit de hand loopt en verbiedt alle kansspelen. De Smurfen beginnen dan maar illegaal te gokken, maar dat komt snel uit. Intussen ontdekt Houthakkersmurf – die niets van gokken wil weten - dat houthakkers het bos vernielen om er een gokparadijs te maken. Grote Smurf besluit een pact te sluiten met Gargamel, wiens huis ook bedreigd wordt. Gargamel moet de geldschieter van de ontbossing uitdagen voor een toernooi. De Smurfen zullen Gargamel opleiden tot ridder. De geldschieter aanvaardt de uitdaging, maar omdat Gargamel geen schijn van kans lijkt te maken, gooien de Smurfen alle wapens van de geldschieter weg. Die organiseert dan maar een alternatief toernooi. Gargamel heeft veel geluk, maar als hij lijkt te winnen, komt het gokprobleem van de Smurfen weer boven: Geluksmurf dwarsboomt Gargamel omdat hij wedde dat die zou verliezen. Een dobbelspel moet beslissen: Gargamel wint. Het bos is gered, maar Gargamel maakt van de kans gebruik om Geluksmurf te vangen. Die maakt echter gebruik van de gokverslaving en daagt Gargamel uit voor een dobbelspel. Geluksmurf ontsnapt aan zijn aandacht en loopt weg. Grote Smurf benadrukt ten slotte nog eens dat het gedaan moet zijn met het gokken.